# Luigi Tommasi
Luigi Tommasi (Verona, 23 novembre 1907 – Verona, 10 maggio 1984) è stato un calciatore italiano, di ruolo ala sinistra.

## Carriera
Disputa otto campionati con la maglia del Verona, prima in Divisione Nazionale (dove gioca in totale 23 gare) e, a partire dal 1929, in Serie B; con gli scaligeri conta complessivamente 87 presenze e 25 reti segnate.